# Black Phone
Black Phone (The Black Phone) è un film thriller-horror del 2021 diretto da Scott Derrickson.
Il film, con protagonisti Ethan Hawke e Mason Thames, è l'adattamento cinematografico del racconto del 2004 Il telefono nero, scritto da Joe Hill, presente nella raccolta Ghosts.

## Trama
North Denver (Colorado), 1978. 
Per le strade di uno dei sobborghi della città in cui i vivono i fratelli Finn "Finney" e Gwendoline "Gwen" Blake assieme all’alcolizzato e violento padre, si aggira un rapitore di bambini soprannominato "Il Rapace" ("The Grabber"), un uomo mascherato che rapisce le sue vittime a bordo di un furgone nero con palloncini neri, lasciando pochi indizi sul suo passaggio.
Finney è un tredicenne timido e vittima di bullismo, che diventa la prossima vittima del Rapace, venendo rinchiuso in un seminterrato buio e insonorizzato, con solo un materasso e un vecchio telefono nero apparentemente fuori uso. Quando è solo, tuttavia, il telefono inizia a squillare, permettendogli di comunicare con le anime dei precedenti bambini rapiti, tutti morti per mano del Rapace. Questi spiriti cercano di aiutare Finney a fuggire, fornendogli informazioni cruciali.
Il primo a mettersi in contatto con Finney è Bruce, che gli suggerisce di scavare un tunnel sotto una piastrella rotta. Segue Billy, che lo avvisa di non cadere nella trappola del Rapace, che lascia volutamente la porta aperta per poi picchiare i suoi prigionieri. Billy gli svela anche la presenza di un cavo nascosto che può essere utilizzato per rimuovere la grata dall’unica finestrella della stanza. Nel frattempo, Gwen, che come la madre ha sogni premonitori, inizia a fare sogni dettagliati sui rapimenti e sul Rapace, il che la guida nella sua disperata ricerca del fratello.
Mentre la polizia indaga, facendo porta a porta con la foto di Finney, i detective Wright e Miller incontrano Max, un uomo che sta cercando di risolvere i rapimenti autonomamente, ignaro che il fratello, con cui vive, è proprio il Rapace. Nel seminterrato, Finney riceve altre chiamate. Griffin, un'altra vittima, gli svela la combinazione del lucchetto della porta di uscita (2-3-3-1-7), ma Finney riesce a fuggire solo temporaneamente prima di essere riacciuffato e picchiato dal Rapace.
Infine, Finney parla con Vance, un'altra vittima, che gli suggerisce di scavare nel muro dietro il water per accedere a un congelatore in un magazzino. Purtroppo, le porte del congelatore sono bloccate, lasciandolo ancora intrappolato. Allo stremo delle forze, Finney riceve un'ultima chiamata da Robin, il suo amico, che lo incoraggia a reagire e lo istruisce su come costruirsi un'arma con il ricevitore del telefono.
Nel frattempo, Gwen riesce a localizzare la casa in cui il Rapace seppellisce i corpi dei bambini e chiama la polizia, mentre Max scopre finalmente l'identità del fratello e viene ucciso da quest'ultimo. Finney, seguendo il piano di Robin, tende una trappola al Rapace: lo fa inciampare nel cavo trovato da Billy e lo intrappola nel tunnel scavato da Bruce. Poi lo colpisce con il ricevitore del telefono, strangolandolo col cavo mentre le voci dei bambini rapiti esultano attraverso la cornetta per la morte del loro carnefice.
Dopo aver ucciso il Rapace, Finney dà da mangiare al cane del rapitore, apre la porta con la combinazione di Griffin e fugge dalla casa. La polizia trova i cadaveri dei bambini nell'abitazione accanto, mentre Finney si ricongiunge con la sorella Gwen e il loro padre, che si scusa per i suoi abusi. Tornato a scuola, Finney, ora più sicuro di sé, si avvicina alla ragazza che gli piace, Donna, e le chiede di chiamarlo Finn.
Il film si conclude con il protagonista che emerge come una persona più forte e coraggiosa, dopo aver sconfitto il suo rapitore e superato le sue insicurezze. 

## Produzione
Nell'ottobre 2020 viene annunciato il progetto della Blumhouse Productions: un adattamento del racconto di Joe Hill, con Scott Derrickson regista e co-sceneggiatore insieme a C. Robert Cargill.

### Riprese
Le riprese del film sono iniziate il 9 febbraio 2021 sotto il titolo di lavorazione Static, e si sono svolte nella Carolina del Nord tra Wilmington, e le contee di New Hanover, Brunswick e Columbus.
Il budget del film è stato di 18,8 milioni di dollari.

## Promozione
Il primo trailer del film è stato diffuso il 13 ottobre 2021.

## Distribuzione
Il film è stato presentato al Fantastic Fest di Austin il 25 settembre 2021, distribuito nelle sale cinematografiche statunitensi a partire dal 24 giugno 2022 e dopo quarantacinque giorni su Peacock TV. In Italia è stato distribuito nelle sale in anteprima il 18 giugno 2022 e successivamente in tutte le sale dal 23 giugno.

## Accoglienza

### Incassi
Il film ha incassato 160,8 milioni di dollari in tutto il mondo.

### Critica
Sull'aggregatore Rotten Tomatoes il film riceve l'83% delle recensioni professionali positive con un voto medio di 6,7 su 10 basato su 233 critiche, mentre su Metacritic ottiene un punteggio di 65 su 100 basato su 8 critiche.

## Riconoscimenti
- 2022 – Saturn Award[17]
  - Miglior film horror
  - Candidatura per il miglior attore non protagonista a Ethan Hawke
  - Candidatura per il miglior attore emergente a Madeleine McGraw
  - Candidatura per il miglior attore emergente a Mason Thames
  - Candidatura per la migliore sceneggiatura a Scott Derrickson e C. Robert Cargill
- 2023 – Critics Choice Super Awards[18]
  - Candidatura per il miglior film horror
  - Candidatura per il miglior attore in un film horror a Ethan Hawke

## Sequel
Nell'ottobre 2023 la Universal Pictures ha annunciato il sequel del film, Black Phone 2, che verrà distribuito dal 17 ottobre 2025, e vedrà il ritorno del cast originale, Ethan Hawke, Mason Thames, Madeleine McGraw, Jeremy Davies e Miguel Mora, insieme al regista Scott Derrickson.